# Llyn Trawsfynydd
Llyn Trawsfynydd ist ein Stausee bei Trawsfynydd in Gwynedd, Nordwales. Er wurde von 1924 bis 1928 zur Stromerzeugung angelegt und bedeckt eine Fläche von 4,8 km². Ursprünglich umgaben ihn hierbei vier unterschiedlich große Dämme. Bei der Flutung wurden circa 20 Liegenschaften und zwei lokale Farmen überschwemmt. Die Stromerzeugung erfolgt am Hauptdamm auf der Nordseite des Sees. Das zugehörige Kraftwerk trägt den Namen Maentwrog Power Station und erzeugt 24 MW elektrische Energie.

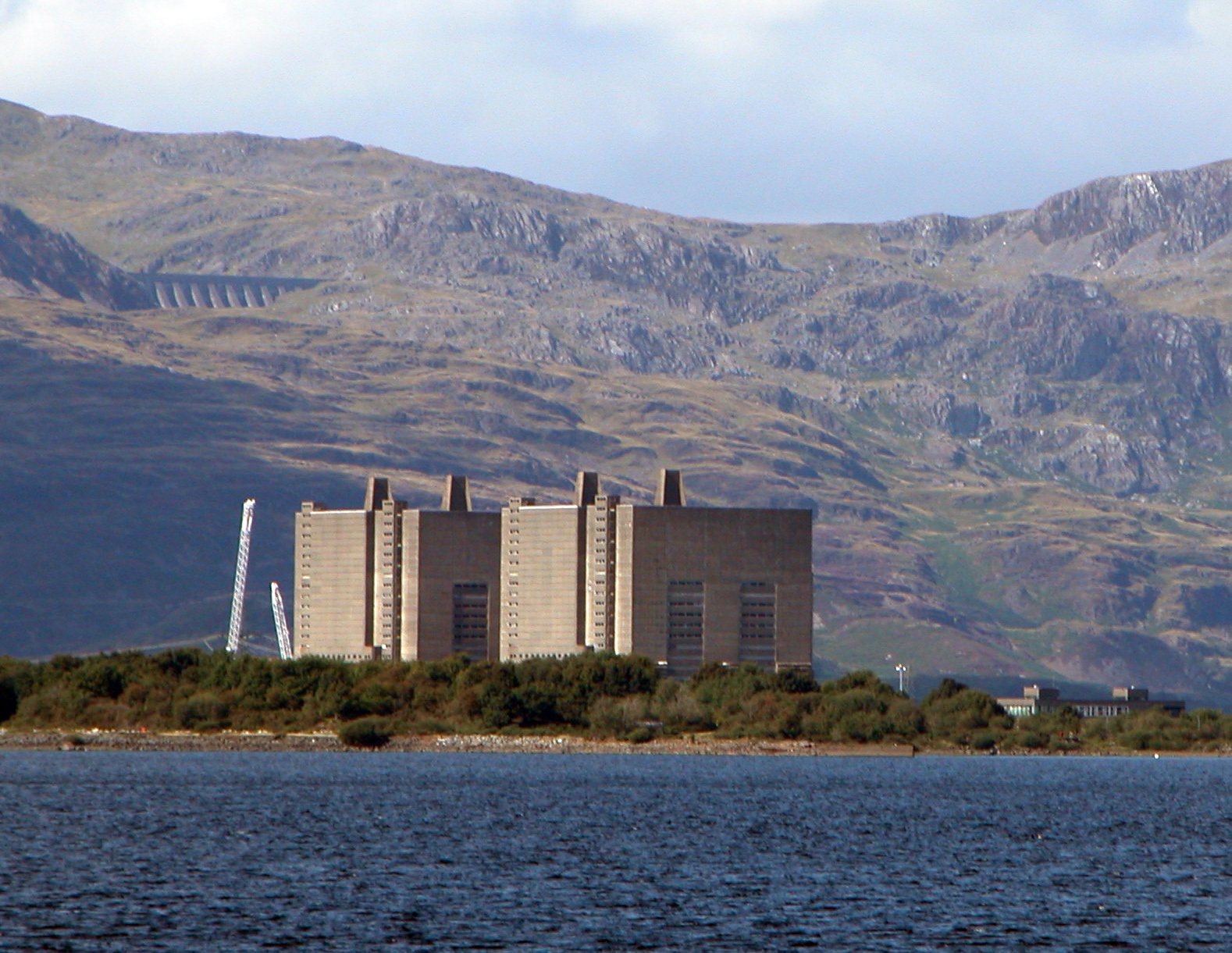
Kernkraftwerk Trawsfynydd

Ab 1959 wurde zusätzlich am Nordostufer des Gewässers das Kernkraftwerk Trawsfynydd erbaut, für welches der See seit der Inbetriebnahme im Jahr 1965 als Kühlwasserreservoir diente. Dazu wurde auch der Hauptdamm neu gestaltet und der Wasserspiegel erhöht. Dieses Kernkraftwerk wurde 1991 stillgelegt und befindet sich nun bis voraussichtlich 2083 im Rückbau, wobei die Walisische Regierung bereits in Erwägung zieht, das Areal für neue Reaktoren zu nutzen. Das Wasserkraftwerk erzeugt weiter Strom.